# Линия электропоездов Сиркеджи — Казлычешме
Линия электропоездов U3 Сиркеджи — Казлычешме (тур. U3 Sirkeci – Kazlıçeşme raylı sistemi / banliyö treni), на картах системы общественного транспорта также обозначаемая как трамвайная линия T6 (тур. T6 Sirkeci – Kazlıçeşme tramvay hattı) — маршрут городской электрички от железнодорожного вокзала Сиркеджи в западном направлении до станции Казлычешме, запущенный 26 февраля 2024 года по путям, до 2013 года использовавшимся линией пригородного электропоезда Сиркеджи —Халкалы и разобранным в связи с запуском Мармарая. С запуском линии вокзал Сиркеджи снова стал использоваться для пассажирского сообщения. 

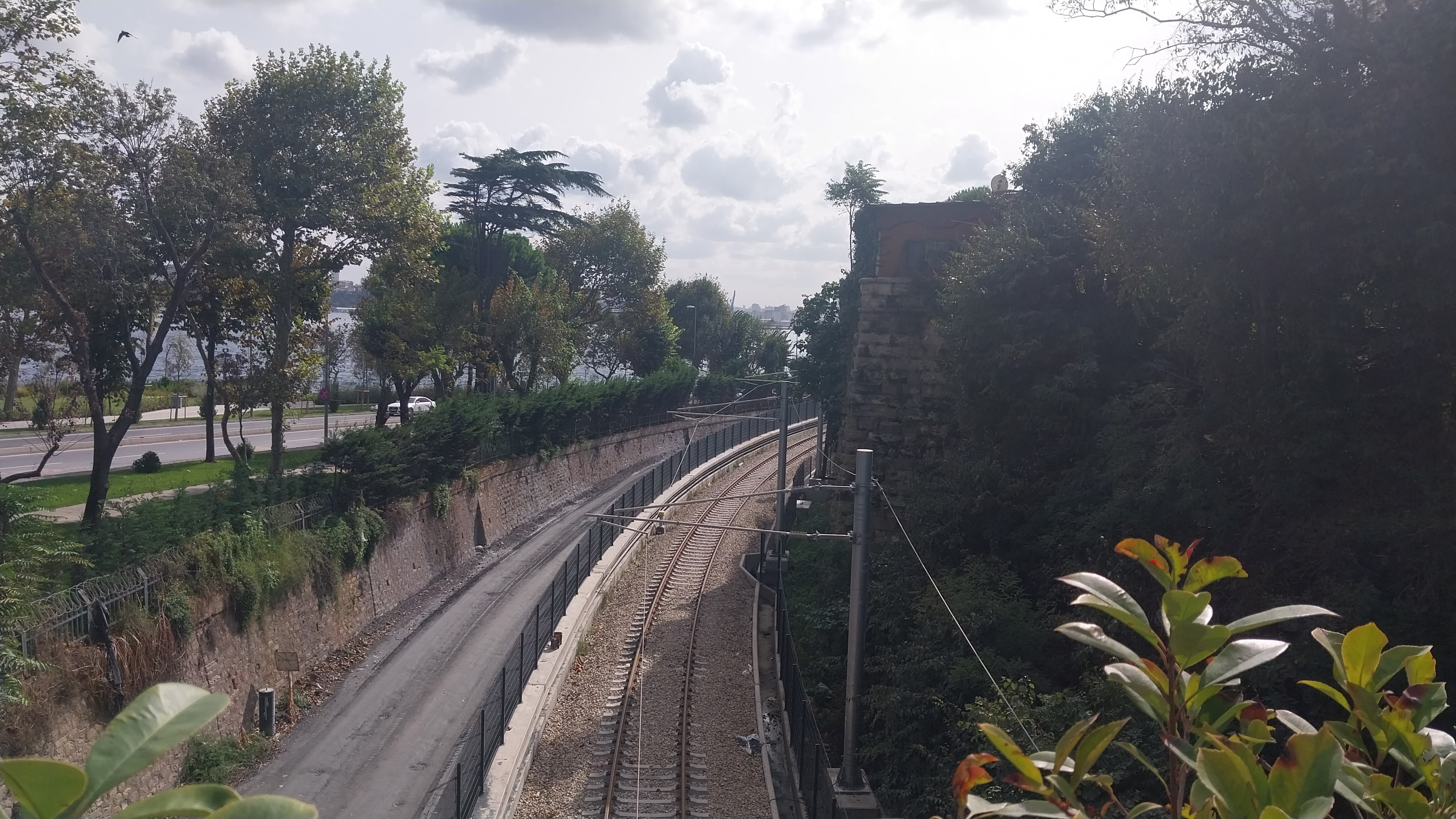
Линия U3 (T6) в Сарайбурну

На данный момент по линии курсируют перекрашенные составы TCDD E32000, использовавшиеся на Мармарае, но для увеличения туристской привлекательности линии планируется заменить их ретропоездами. Туристская привлекательность линии обусловлена её историчностью и живописностью, поскольку поезд отправляется с исторического вокзала Сиркеджи и следует путём знаменитого Восточного экспресса, проходя между стеной Феодосия и берегом Мраморного моря, при этом Мармарай, также соединяющий Сиркеджи с Еникапы, следует по подземному тоннелю.
На линии 8 станций. Скорость движения поездов на линии составляет 80 км/ч, интервал 10 мин. Линия обслуживает 90 тыс. пассажиров в день.

## Станции
| № а/п | Станция          | Район       | Пересадки | Расположение станции | Достопримечательности                                               |
| ----- | ---------------- | ----------- | --------- | -------------------- | ------------------------------------------------------------------- |
| 1     | Сиркеджи         | Фатих       |           | Наземные             | вокзал Сиркеджи・Эминёню・парк Гюльхане・Большое почтовое отделение |
| 2     | Джанкуртаран     | Фатих       |           | Наземные             |                                                                     |
| 3     | Кумкапы          | Фатих       |           | Наземные             |                                                                     |
| 4     | Еникапы          | Фатих       |           | Виадук               |                                                                     |
| 5     | Джеррахпаша      | Фатих       |           | Наземные             |                                                                     |
| 6     | Коджамустафапаша | Фатих       |           | Наземные             |                                                                     |
| 7     | Едикуле          | Фатих       |           | Наземные             | Едикуле                                                             |
| 8     | Казлычешме       | Зейтинбурну |           | Виадук               | Едикуле                                                             |